# Théophile Naël
Théophile Naël (Saint-Étienne, Francia; 22 de junio de 2007) es un piloto de automovilismo francés. En 2023 se coronó campeón del Campeonato de España de F4 con Saintéloc Racing.

## Carrera deportiva

### Inicios
Naël fue un karter exitoso en su categoría nacional, llevándose la corona en el Campeonato de Francia de 2018, la Serie Nacional de Karting y en la Serie IAME de 2020.

### Fórmula 4
Naël hizo su debut en monoplazas durante la cuarta prueba del Campeonato de España de F4 de 2022 con Saintéloc Racing en Spa-Francorchamps, aproximadamente una semana después de cumplir 15 años. Después de haber logrado cuatro puntos con un octavo puesto, Naël terminó 19º en la clasificación con 11 puntos.
Durante la pretemporada de 2023, se anunció que Naël conduciría en el Campeonato de EAU de Fórmula 4 de 2023 con Saintéloc Racing. Con múltiples puntos a lo largo de la temporada, Naël se ubicó en el puesto 11 en la clasificación.

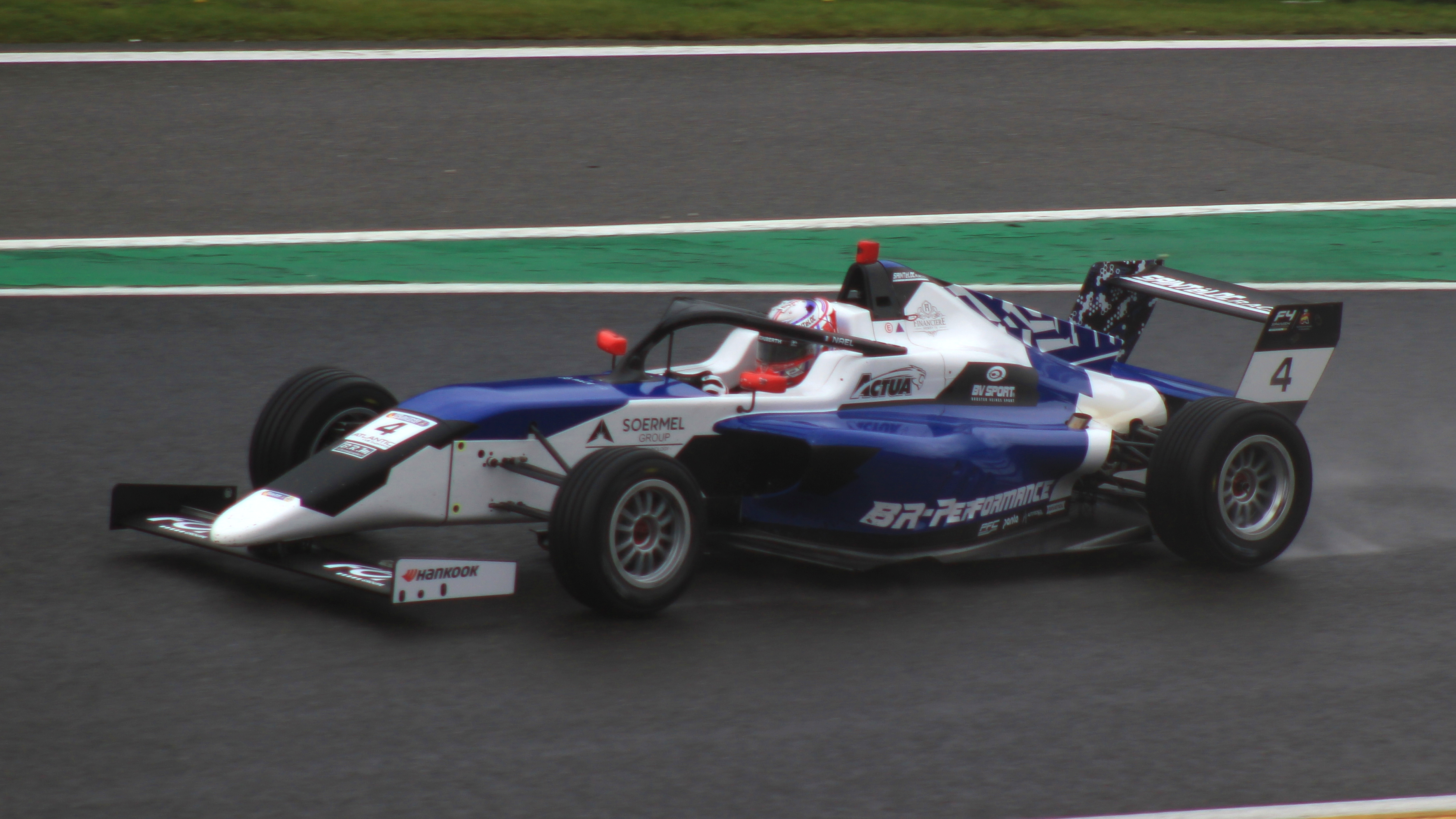
Naël en Spa-Francorchamps durante el Campeonato de España de F4 de 2023.

Su campaña a tiempo completo residiría en el Campeonato de España de F4 de 2023, mientras continuaba conduciendo para Saintéloc Racing. Su primer podio llegó sólo en la segunda carrera en Spa-Francorchamps, antes de lograr su primera victoria en carreras de autos en la siguiente ronda en Aragón. Luego, Naël realizó una exhibición dominante durante las siguientes tres rondas, ganando las siguientes seis de nueve carreras, impulsándose a la cima de la clasificación. Otra victoria en la siguiente prueba en el Circuito Ricardo Tormo lo puso al borde del título.
A pesar de una barrida completa de su rival Christian Ho durante la final de temporada en Barcelona-Cataluña, la enorme ventaja de puntos de Naël le permitió sellar el título durante la primera carrera. Describió su título como "increíble", ya que ganó contra rivales de larga data de Campos Racing y MP Motorsport. Logró ocho victorias, cinco poles y catorce podios, sumando 314 puntos, 23 por delante de su rival Ho.

### Fórmula Regional
Naël subió al Campeonato de Fórmula Regional Europea para 2024, continuando su relación con Saintéloc Racing. Antes de eso, disputó el campeonato de Medio Oriente, en el invierno. Durante la temporada, logró una victoria destacada en la segunda carrera en el Red Bull Ring. Además, en la ronda final en Monza, Naël consiguió su primera pole position y obtuvo dos cuartos lugares en las carreras, lo que le permitió finalizar su campaña en la categoría en la novena posición del campeonato, acumulando 81 puntos. También participó en el Gran Premio de Macao, a fin de año.
A principios de 2025, disputó algunas rondas del campeonato de Medio Oriente.

### Fórmula 3
En octubre de 2024, Naël participó en las pruebas de postemporada de la FIA Fórmula 3 en Jerez con el equipo Van Amersfoort Racing. Posteriormente, en noviembre, se confirmó su incorporación al equipo para la temporada 2025 de Fórmula 3. Se estrenó en la categoría con un podio en la carrera principal de Melbourne.

## Resumen de carrera
| Temporada | Categoría                                       | Equipo                | Carreras     | Victorias    | Poles        | VR           | Podios       | Puntos       | Pos.         |
| --------- | ----------------------------------------------- | --------------------- | ------------ | ------------ | ------------ | ------------ | ------------ | ------------ | ------------ |
| 2022      | Campeonato de España de F4                      | Saintéloc Racing      | 12           | 0            | 0            | 0            | 0            | 11           | 19.º         |
| 2023      | Campeonato de EAU de Fórmula 4                  | Saintéloc Racing      | 15           | 0            | 0            | 1            | 0            | 49           | 11.º         |
| 2023      | Campeonato de España de F4                      | Saintéloc Racing      | 21           | 8            | 5            | 5            | 14           | 314          | 1.º          |
| 2024      | Campeonato de Fórmula Regional de Medio Oriente | Saintéloc Racing      | 15           | 1            | 0            | 0            | 3            | 75           | 11.º         |
| 2024      | Campeonato de Fórmula Regional Europea          | Saintéloc Racing      | 20           | 1            | 1            | 0            | 1            | 81           | 9.º          |
| 2024      | Gran Premio de Macao                            | Saintéloc Racing      | 1            | 0            | 0            | 0            | 0            | N/A          | DSQ          |
| 2025      | Campeonato de Fórmula Regional de Medio Oriente | Saintéloc Racing      | 9            | 0            | 0            | 1            | 3            | 125          | 7.º          |
| 2025      | Campeonato de Fórmula 3 de la FIA               | Van Amersfoort Racing | Disputándose | Disputándose | Disputándose | Disputándose | Disputándose | Disputándose | Disputándose |
| Fuente:   |                                                 |                       |              |              |              |              |              |              |              |

## Resultados

### Campeonato de España de F4
(Clave) (negrita indica pole position) (cursiva indica vuelta rápida)

| Año  | Equipo           | 1   | 1   | 1   | 2   | 2   | 2   | 3   | 3   | 3   | 4   | 4   | 4   | 5   | 5   | 5   | 6   | 6   | 6   | 7   | 7   | 7   | Pos. | Puntos |
| ---- | ---------------- | --- | --- | --- | --- | --- | --- | --- | --- | --- | --- | --- | --- | --- | --- | --- | --- | --- | --- | --- | --- | --- | ---- | ------ |
| 2022 | Saintéloc Racing | ALG | ALG | ALG | JER | JER | JER | VAL | VAL | VAL | SPA | SPA | SPA | ARA | ARA | ARA | NAV | NAV | NAV | BAR | BAR | BAR | 19.º | 11     |
| 2022 | Saintéloc Racing |     |     |     |     |     |     |     |     |     | 24  | 12  | Ret | 8   | 23  | 21† | 11  | 10  | 8   | 15  | 11  | 9   | 19.º | 11     |
| 2023 | Saintéloc Racing | SPA | SPA | SPA | ARA | ARA | ARA | NAV | NAV | NAV | JER | JER | JER | EST | EST | EST | VAL | VAL | VAL | BAR | BAR | BAR | 1.º  | 314    |
| 2023 | Saintéloc Racing | 7   | 3   | 6   | 5   | 3   | 1   | 1   | 1   | 3   | 1   | 4   | 1   | 1   | 1   | Ret | 2   | 1   | 19  | 3   | 18  | 2   | 1.º  | 314    |

### Campeonato de EAU de Fórmula 4
(Clave) (negrita indica pole position) (cursiva indica vuelta rápida)

| Año  | Equipo           | 1    | 1    | 1    | 2    | 2    | 2    | 3    | 3    | 3    | 4    | 4    | 4    | 5   | 5   | 5   | Pos. | Puntos |
| ---- | ---------------- | ---- | ---- | ---- | ---- | ---- | ---- | ---- | ---- | ---- | ---- | ---- | ---- | --- | --- | --- | ---- | ------ |
| 2023 | Saintéloc Racing | DUB1 | DUB1 | DUB1 | KUW1 | KUW1 | KUW1 | KUW2 | KUW2 | KUW2 | DUB2 | DUB2 | DUB2 | YMC | YMC | YMC | 11.º | 49     |
| 2023 | Saintéloc Racing | 7    | Ret  | 7    | 4    | 15   | 8    | 10   | 9    | 32   | 26   | 28   | 6    | 28† | 9   | 6   | 11.º | 49     |

### Campeonato de Fórmula 3 de la FIA
(Clave) (negrita indica pole position) (cursiva indica vuelta rápida puntuable)

| Año   | Escudería             | 1   | 1   | 2   | 2   | 3   | 3   | 4   | 4   | 5   | 5   | 6   | 6   | 7   | 7   | 8   | 8   | 9   | 9   | 10  | 10  | Pos. | Puntos | Ref.   |
| ----- | --------------------- | --- | --- | --- | --- | --- | --- | --- | --- | --- | --- | --- | --- | --- | --- | --- | --- | --- | --- | --- | --- | ---- | ------ | ------ |
| 2025* | Van Amersfoort Racing | MEL | MEL | SAK | SAK | IMO | IMO | MON | MON | BAR | BAR | SPI | SPI | SIL | SIL | SPA | SPA | BUD | BUD | MNZ | MNZ | 2.º  | 19     | [ 25 ] |
| 2025* | Van Amersfoort Racing | 7   | 3   |     |     |     |     |     |     |     |     |     |     |     |     |     |     |     |     |     |     | 2.º  | 19     | [ 25 ] |

- * Temporada en progreso.